# 아프리카물소
아프리카물소(학명: Syncerus caffer, 영어: African buffalo, Cape buffalo)는 우제목/경우제목에 속하는 포유동물로, 아프리카들소, 케이프물소로도 부르는 대형 우제류이다.
어깨높이 1.5~1.8m, 몸길이 1.7~3.4m, 케이프 물소의 체중은 425~870kg에 이르며, 대형 개체는 1t에 육박하는 경우도 있다. 시속 50km의 고속으로 주행할 수 있다. 몸이 다부지고 육중한 편이다. 털가죽은 흑색 내지는 흑갈색으로 광택이 있다. 뿔은 카이저 수염 모양으로 위로 곡선을 그리며 굴절하고 있으며 뼈대와 직접 연결되어 있다. 주행성으로 대규모의 무리를 지어 생활한다. 무리는 암컷과 그 슬하 새끼들로 이루어진 모계 사회이다. 초원, 범람원, 물가, 밀림, 소택지 등 아프리카 각지의 다양한 자연 환경에서 살아갈 수 있지만 잡목이 우거지고 수역이 있는 곳을 선호하는 편이다. 예민하지만 시력보다는 청각이 발달해 있다. 오로지 우기 기간 동안만 단독 혹은 소규모의 무리로 살던 수컷들이 합류하기 때문에 그 기간 동안만 짝짓기를 하여 번식할 수 있다. 거칠고 키가 큰 풀을 주식으로 한다. 수면 시간은 매우 짧으며 한 번에 1시간을 넘기지 않는다.
옛날에는 사하라 사막 이남의 아프리카 전역에서 서식했지만, 지금은 남부에서는 아프리카물소를 거의 볼 수 없다. 800마리가 넘는 큰떼를 지어다니며, 아프리카 동부 세렝게티 평원이나 아프리카 중부의 칼라하리 사막에서는, 건기에 대거 무리를 지어 대이동을 한다. 천적은 사자무리, 나일악어, 아프리카들개무리 다.  그러나 성질이 매우 사납고 힘이 세서 길들이거나 훈련시키기가 어렵고 사자 등의 대형 식육류와도 대적할 정도이며, 매년 아프리카에서 사람을 들이받아 적지 않은 인명 피해를 발생시키는 위험한 동물이다. 수명은 20년 정도이며 현재 확인된 개체수는 900,000마리 정도이다. 아종으로는 케이프물소라고도 하는 아프리카물소를 포함하여 붉은물소, 산악물소, 수단물소, 나일물소의 5종이 있다.

## 묘사
아프리카물소는 매우 튼튼한 종이다. 어깨 높이는 1.0~1.7m까지이고 머리와 몸의 길이는 1.7~3.4m까지이다. 꼬리의 길이는 70~110cm까지 이른다. 다른 큰 물소들과 비교했을 때, 길지만 튼튼한 신체 (몸길이가 더 무겁고 큰 아시아물소보다 더 클 수 있다)와 짧지만 두꺼운 다리를 가지고 있어서, 상대적으로 짧은 서 있는 키를 낳는다. 아프리카물소의 몸무게는 425~870kg이다(수컷이 암컷보다 약 100kg 더 나간다). 이에 비해, 붉은물소는 250~450kg으로 그 크기의 절반 밖에 되지 않다. 머리는 낮게 들고 다니고, 윗부분은 뒤쪽 선 아래에 위치한다. 물소의 앞발굽은 뒤쪽보다 더 넓고, 몸의 앞쪽 부분의 무게를 지탱해야 하는 필요와 관련이 있는데, 이것은 뒤쪽보다 더 무겁고 강력하다.
아프리카물소는 나이가 들어감에 따라 검은색 또는 어두운 갈색 털을 가지고 있다. 늙은 물소들은 종종 눈 주위와 얼굴에 희끗희끗한 원형을 가지고 있다. 암컷은 더 불그스름한 털을 가지고 있는 경향이 있다. 붉은물소는 30~40% 더 작고, 색깔은 불그스름한 갈색이며, 귀 주위에 훨씬 더 많은 털이 자라고 뒤로 약간 구부러지는 뿔이 있다. 두 종류의 송아지 모두 빨간색 털을 가지고 있다.
다 자란 수컷 아프리카물소의 뿔(남부와 동부 개체군)의 특징은 밑부분이 매우 가까워져 "보스"라고 불리는 방패를 형성한다는 것이다. 밑부분부터 뿔은 아래쪽으로 갈라지고, 그 다음에는 위쪽과 바깥쪽으로 부드럽게, 어떤 경우에는 안쪽과 뒤쪽으로 부드럽게 구부러진다. 큰 물소의 경우, 뿔의 끝 사이의 거리는 1m까지 이를 수 있다. 뿔은 동물이 5세나 6세가 되면 완전히 형성되지만, 보스는 8세에서 9세가 될 때까지 "딱딱"해지지 않는다. 소의 경우, 뿔은 평균적으로 10~20% 더 작고, 보스가 없다. 붉은물소 뿔은 남아프리카와 동아프리카의 아프리카물소 뿔보다 작으며, 보통 크기가 40cm 미만이며, 거의 융합되지 않는다.
다른 큰 소들과 달리 아프리카물소는 염색체 수가 52개(아메리카들소와 국내 소는 60개)이다. 이는 국내 소와 물소가 아프리카물소와 잡종 자손을 만들지 못한다는 것을 의미하다.

## 생태학
아프리카물소는 아프리카에서 가장 성공적인 방목자 중 하나이다. 모판 초원과 아프리카 주요 산의 숲뿐만 아니라 사바나, 늪, 범람원에서 산다. 이 물소는 갈대와 덤불과 같이 빽빽한 덮개가 있는 서식지를 선호하지만, 탁 트인 삼림 지대에서도 발견할 수 있다. 서식지와 관련하여 특별히 부담스럽지는 않지만 매일 물을 필요로 하기 때문에 다년생 물 공급원에 의존한다. 사바나얼룩말과 같이, 물소는 키가 크고 거친 풀을 먹고 살 수 있다. 물소의 무리는 풀을 베고 더 선택적인 방목자에게 길을 내준다. 먹이를 줄 때, 물소는 혀와 넓은 앞줄을 사용하여 대부분의 다른 아프리카 초식동물보다 더 빨리 풀을 먹는다. 물소는 짓밟히거나 고갈된 지역에 오래 머물지 않다.

## 사회적 행동

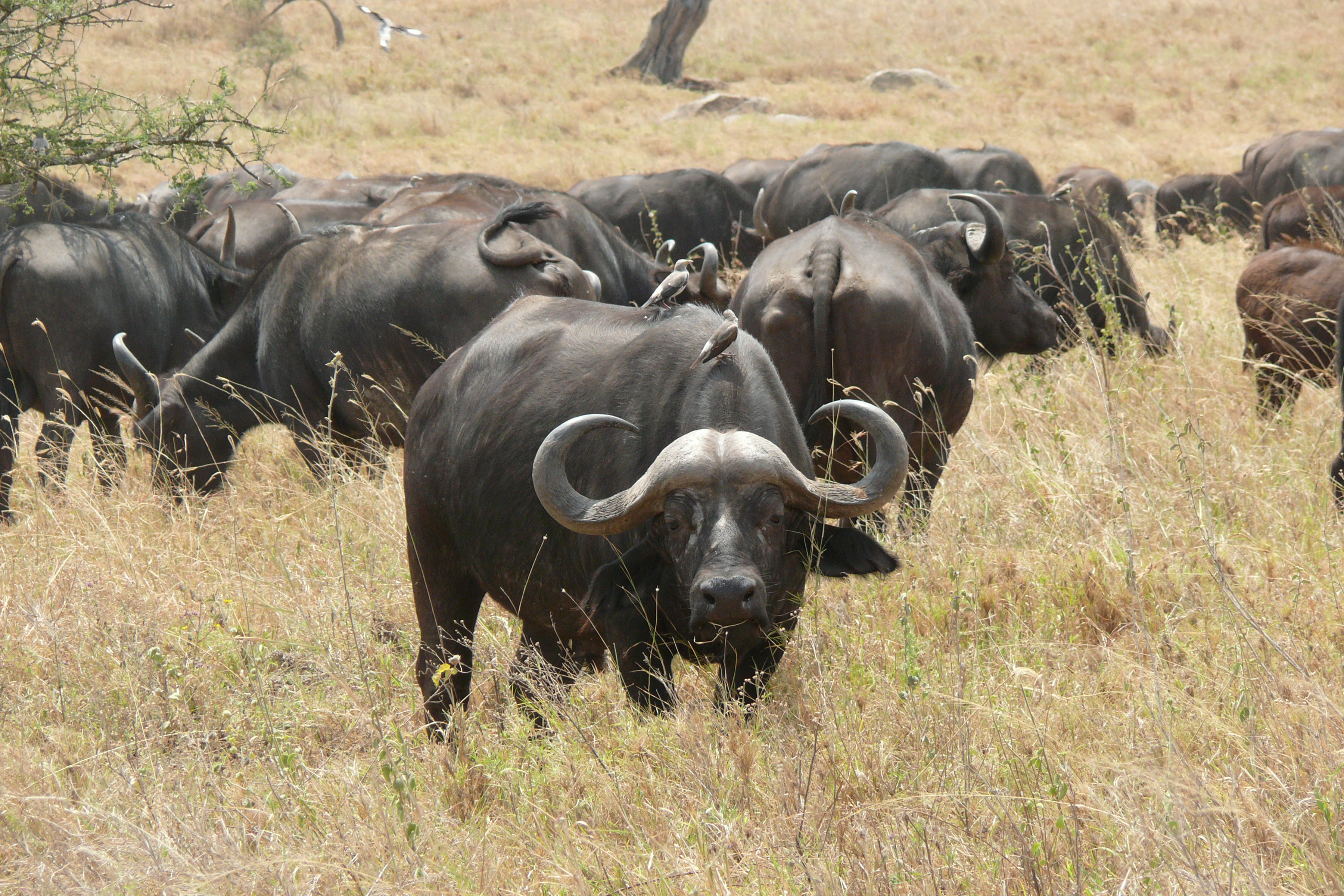
아프리카물소 떼

무리의 크기는 매우 다양하다. 무리의 핵심은 거의 선형적인 지배 계층의 관계에 있는 암컷과 그들의 자손들로 구성된다. 기본 무리는 종속된 수컷, 높은 지위에 있는 수컷과 암컷, 그리고 나이가 많거나 무효인 동물의 하위 무리로 둘러싸여 있다.
아프리카물소는 여러 종류의 집단 행동을 합니다. 암컷들은 일종의 "투표 행동"을 보이는 것으로 보인다. 휴식 시간 동안, 암컷들은 일어서서 이리저리 뒤섞이고 다시 앉는다. 그들은 자신들이 움직여야 한다고 생각하는 방향으로 앉는다. 한 시간 더 뒤척인 후, 암컷들은 자신들이 결정한 방향으로 이동한다. 이 결정은 공동적이며 위계나 지배력에 기반하지 않는다.
포식자들에게 쫓길 때, 무리는 서로 가까이 붙어 포식자들이 한 무리의 구성원을 떼어내기 어렵게 만든다. 송아지들이 가운데에 모인다. 물소 무리는 위협을 받는 구성원의 구조 요청에 응답하고 구조하려고 한다. 송아지의 구조 요청은 어미뿐만 아니라 무리의 관심도 받는다. 물소들은 포식자들과 싸울 때 무리지어 행동한다. 그들은 사자들을 죽이고 사자들을 나무 위로 쫓아가서 사자들이 그들의 무리의 구성원을 죽인 후, 2시간 동안 그곳에 두는 것으로 기록되었다. 사자 아기들은 짓밟히고 죽임을 당할 수 있다. 《크루거 전투》로 알려진 한 비디오 사례에서, 송아지는 무리의 개입 후 사자와 악어의 공격에서 살아남았다.
수컷들은 나이와 크기에 따라 선형적인 지배 계층 구조를 가지고 있다. 물소는 무리가 크면 더 안전하기 때문에, 지배적인 물소들은 종속적인 물소들에게 의존하고 때때로 그들의 교배를 견딜 수 있다. 어린 수컷들은 지배적인 물소와 거리를 두는데, 뿔의 두께로 알 수 있다.

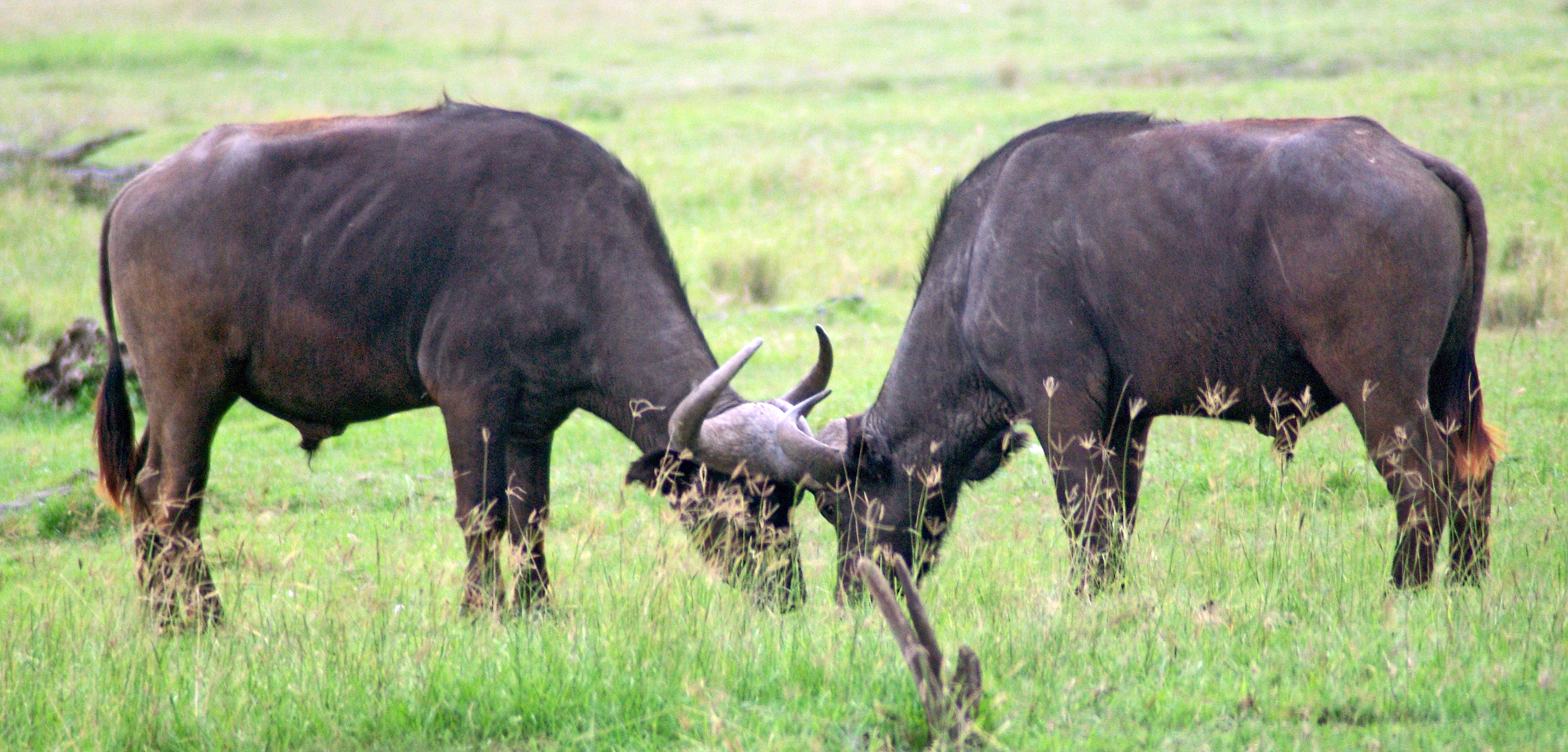
물소들이 스파링을 할 수 있는 위치에 있다.

다 자란 물소들은 놀이, 지배적인 상호작용, 또는 실제 싸움에서 스파링을 한다. 물소는 뿔을 아래로 내린 채로 다른 물소에게 다가가서 다른 물소가 같은 일을 하기를 기다린다. 스파링을 할 때, 물소들은 뿔을 좌우로 비틀다. 만약 스파링이 놀이를 위한 것이라면, 그 물소는 스파링 시간 동안 상대방의 얼굴과 몸을 문지를 수 있다. 실제 싸움은 폭력적이지만 드물고 짧다. 송아지들도 놀이에서 스파링을 할 수 있지만, 다 자란 암컷들은 거의 스파링을 하지 않다.
건기에는 수컷이 무리에서 갈라져 총각 무리를 형성한다. 총각 무리의 두 가지 유형이 4세에서 7세 사이의 수컷과 12세 이상의 수컷으로 구성된 총각 무리에서 발생한다. 우기 동안, 더 어린 물소들은 암컷과 짝짓기를 하기 위해 무리에 다시 합류한다. 그들은 송아지를 보호하기 위해 계절 내내 그들과 함께 있다. 일부 나이 든 물소들은 더 이상 더 젊고 더 공격적인 수컷과 경쟁할 수 없기 때문에 무리에 다시 합류하는 것을 중단한다. 나이 든 총각들은 "진흙으로 뒤덮인"이라고 불리고 인간에게 가장 위험한 것으로 여겨진다.

### 발성
아프리카물소는 다양한 발성을 한다. 많은 울음소리는 가축들이 내뿜는 울음소리의 저음 버전이다. 그들은 3초에서 6초 간격으로 간헐적으로 2초에서 4초 사이의 저음의 울음소리를 내며 이동하라는 신호를 보낸다. 무리에게 방향을 바꾸라는 신호를 보내기 위해 지도자들은 "까칠한", "삐걱거리는 문" 소리를 낸다. 마실 자리로 이동할 때 어떤 사람들은 1분에 20번까지 긴 "마아" 울음소리를 낸다. 공격적일 때 그들은 폭발적인 투덜거림을 내며 오래 지속되거나 우렁찬 으르렁거림으로 바뀔 수 있다. 소들은 자신의 송아지를 찾을 때 삐걱거리는 울음소리를 낸다. 송아지들은 곤경에 처했을 때 더 높은 음의 울음소리를 낸다. 포식자들에게 위협을 받으면 그들은 "와아아" 울음소리를 낸다. 지배적인 개체들은 자신의 존재와 위치를 알리기 위해 울음소리를 낸다. 같은 울음소리이지만 더 강렬한 울음소리는 위협적인 열세에 대한 경고로 발산된다. 풀을 뜯을 때 그들은 짧은 풀무, 그르렁, 경적, 그리고 삐걱거리는 소리와 같은 다양한 소리를 낸다.

## 계통 분류
다음은 2013년 비비(Bibi)와 배르만(Bärmann) 등의 연구에 기초한 계통 분류이다.

|  | 닐가이영양속 |
|  |              |
|  | 네뿔영양속   |
|  |              |

|  | \| \| 스트렙시케로스속 \| \| \| \| \| \| 일런드영양속 \| \| \| \| |
|  |                                                                   |
|  | 트라겔라푸스속                                                    |
|  |                                                                   |
|  | 스트렙시케로스속                                                  |
|  |                                                                   |
|  | 일런드영양속                                                      |
|  |                                                                   |

|  | 스트렙시케로스속 |
|  |                  |
|  | 일런드영양속     |
|  |                  |

|  | \| \| 스트렙시케로스속 \| \| \| \| \| \| 일런드영양속 \| \| \| \| |
|  |                                                                   |
|  | 트라겔라푸스속                                                    |
|  |                                                                   |
|  | 스트렙시케로스속                                                  |
|  |                                                                   |
|  | 일런드영양속                                                      |
|  |                                                                   |

|  | 스트렙시케로스속 |
|  |                  |
|  | 일런드영양속     |
|  |                  |

|  | \| \| 스트렙시케로스속 \| \| \| \| \| \| 일런드영양속 \| \| \| \| |
|  |                                                                   |
|  | 트라겔라푸스속                                                    |
|  |                                                                   |
|  | 스트렙시케로스속                                                  |
|  |                                                                   |
|  | 일런드영양속                                                      |
|  |                                                                   |

|  | 스트렙시케로스속 |
|  |                  |
|  | 일런드영양속     |
|  |                  |

|  | \| \| 스트렙시케로스속 \| \| \| \| \| \| 일런드영양속 \| \| \| \| |
|  |                                                                   |
|  | 트라겔라푸스속                                                    |
|  |                                                                   |
|  | 스트렙시케로스속                                                  |
|  |                                                                   |
|  | 일런드영양속                                                      |
|  |                                                                   |

|  | 스트렙시케로스속 |
|  |                  |
|  | 일런드영양속     |
|  |                  |

|  | 아프리카물소속 |
|  |                |
|  | 물소속         |
|  |                |

|  | 소속   |
|  |        |
|  | 들소속 |
|  |        |

|  | 아프리카물소속 |
|  |                |
|  | 물소속         |
|  |                |

|  | 소속   |
|  |        |
|  | 들소속 |
|  |        |

|  | 아프리카물소속 |
|  |                |
|  | 물소속         |
|  |                |

|  | 소속   |
|  |        |
|  | 들소속 |
|  |        |

|  | 아프리카물소속 |
|  |                |
|  | 물소속         |
|  |                |

|  | 소속   |
|  |        |
|  | 들소속 |
|  |        |

|  | \| \| 스트렙시케로스속 \| \| \| \| \| \| 일런드영양속 \| \| \| \| |
|  |                                                                   |
|  | 트라겔라푸스속                                                    |
|  |                                                                   |
|  | 스트렙시케로스속                                                  |
|  |                                                                   |
|  | 일런드영양속                                                      |
|  |                                                                   |

|  | 스트렙시케로스속 |
|  |                  |
|  | 일런드영양속     |
|  |                  |

|  | \| \| 스트렙시케로스속 \| \| \| \| \| \| 일런드영양속 \| \| \| \| |
|  |                                                                   |
|  | 트라겔라푸스속                                                    |
|  |                                                                   |
|  | 스트렙시케로스속                                                  |
|  |                                                                   |
|  | 일런드영양속                                                      |
|  |                                                                   |

|  | 스트렙시케로스속 |
|  |                  |
|  | 일런드영양속     |
|  |                  |

|  | \| \| 스트렙시케로스속 \| \| \| \| \| \| 일런드영양속 \| \| \| \| |
|  |                                                                   |
|  | 트라겔라푸스속                                                    |
|  |                                                                   |
|  | 스트렙시케로스속                                                  |
|  |                                                                   |
|  | 일런드영양속                                                      |
|  |                                                                   |

|  | 스트렙시케로스속 |
|  |                  |
|  | 일런드영양속     |
|  |                  |

|  | \| \| 스트렙시케로스속 \| \| \| \| \| \| 일런드영양속 \| \| \| \| |
|  |                                                                   |
|  | 트라겔라푸스속                                                    |
|  |                                                                   |
|  | 스트렙시케로스속                                                  |
|  |                                                                   |
|  | 일런드영양속                                                      |
|  |                                                                   |

|  | 스트렙시케로스속 |
|  |                  |
|  | 일런드영양속     |
|  |                  |

|  | 아프리카물소속 |
|  |                |
|  | 물소속         |
|  |                |

|  | 소속   |
|  |        |
|  | 들소속 |
|  |        |

|  | 아프리카물소속 |
|  |                |
|  | 물소속         |
|  |                |

|  | 소속   |
|  |        |
|  | 들소속 |
|  |        |

|  | 아프리카물소속 |
|  |                |
|  | 물소속         |
|  |                |

|  | 소속   |
|  |        |
|  | 들소속 |
|  |        |

|  | 아프리카물소속 |
|  |                |
|  | 물소속         |
|  |                |

|  | 소속   |
|  |        |
|  | 들소속 |
|  |        |

|  | 닐가이영양속 |
|  |              |
|  | 네뿔영양속   |
|  |              |

|  | \| \| 스트렙시케로스속 \| \| \| \| \| \| 일런드영양속 \| \| \| \| |
|  |                                                                   |
|  | 트라겔라푸스속                                                    |
|  |                                                                   |
|  | 스트렙시케로스속                                                  |
|  |                                                                   |
|  | 일런드영양속                                                      |
|  |                                                                   |

|  | 스트렙시케로스속 |
|  |                  |
|  | 일런드영양속     |
|  |                  |

|  | \| \| 스트렙시케로스속 \| \| \| \| \| \| 일런드영양속 \| \| \| \| |
|  |                                                                   |
|  | 트라겔라푸스속                                                    |
|  |                                                                   |
|  | 스트렙시케로스속                                                  |
|  |                                                                   |
|  | 일런드영양속                                                      |
|  |                                                                   |

|  | 스트렙시케로스속 |
|  |                  |
|  | 일런드영양속     |
|  |                  |

|  | \| \| 스트렙시케로스속 \| \| \| \| \| \| 일런드영양속 \| \| \| \| |
|  |                                                                   |
|  | 트라겔라푸스속                                                    |
|  |                                                                   |
|  | 스트렙시케로스속                                                  |
|  |                                                                   |
|  | 일런드영양속                                                      |
|  |                                                                   |

|  | 스트렙시케로스속 |
|  |                  |
|  | 일런드영양속     |
|  |                  |

|  | \| \| 스트렙시케로스속 \| \| \| \| \| \| 일런드영양속 \| \| \| \| |
|  |                                                                   |
|  | 트라겔라푸스속                                                    |
|  |                                                                   |
|  | 스트렙시케로스속                                                  |
|  |                                                                   |
|  | 일런드영양속                                                      |
|  |                                                                   |

|  | 스트렙시케로스속 |
|  |                  |
|  | 일런드영양속     |
|  |                  |

|  | 아프리카물소속 |
|  |                |
|  | 물소속         |
|  |                |

|  | 소속   |
|  |        |
|  | 들소속 |
|  |        |

|  | 아프리카물소속 |
|  |                |
|  | 물소속         |
|  |                |

|  | 소속   |
|  |        |
|  | 들소속 |
|  |        |

|  | 아프리카물소속 |
|  |                |
|  | 물소속         |
|  |                |

|  | 소속   |
|  |        |
|  | 들소속 |
|  |        |

|  | 아프리카물소속 |
|  |                |
|  | 물소속         |
|  |                |

|  | 소속   |
|  |        |
|  | 들소속 |
|  |        |

|  | \| \| 스트렙시케로스속 \| \| \| \| \| \| 일런드영양속 \| \| \| \| |
|  |                                                                   |
|  | 트라겔라푸스속                                                    |
|  |                                                                   |
|  | 스트렙시케로스속                                                  |
|  |                                                                   |
|  | 일런드영양속                                                      |
|  |                                                                   |

|  | 스트렙시케로스속 |
|  |                  |
|  | 일런드영양속     |
|  |                  |

|  | \| \| 스트렙시케로스속 \| \| \| \| \| \| 일런드영양속 \| \| \| \| |
|  |                                                                   |
|  | 트라겔라푸스속                                                    |
|  |                                                                   |
|  | 스트렙시케로스속                                                  |
|  |                                                                   |
|  | 일런드영양속                                                      |
|  |                                                                   |

|  | 스트렙시케로스속 |
|  |                  |
|  | 일런드영양속     |
|  |                  |

|  | \| \| 스트렙시케로스속 \| \| \| \| \| \| 일런드영양속 \| \| \| \| |
|  |                                                                   |
|  | 트라겔라푸스속                                                    |
|  |                                                                   |
|  | 스트렙시케로스속                                                  |
|  |                                                                   |
|  | 일런드영양속                                                      |
|  |                                                                   |

|  | 스트렙시케로스속 |
|  |                  |
|  | 일런드영양속     |
|  |                  |

|  | \| \| 스트렙시케로스속 \| \| \| \| \| \| 일런드영양속 \| \| \| \| |
|  |                                                                   |
|  | 트라겔라푸스속                                                    |
|  |                                                                   |
|  | 스트렙시케로스속                                                  |
|  |                                                                   |
|  | 일런드영양속                                                      |
|  |                                                                   |

|  | 스트렙시케로스속 |
|  |                  |
|  | 일런드영양속     |
|  |                  |

|  | 아프리카물소속 |
|  |                |
|  | 물소속         |
|  |                |

|  | 소속   |
|  |        |
|  | 들소속 |
|  |        |

|  | 아프리카물소속 |
|  |                |
|  | 물소속         |
|  |                |

|  | 소속   |
|  |        |
|  | 들소속 |
|  |        |

|  | 아프리카물소속 |
|  |                |
|  | 물소속         |
|  |                |

|  | 소속   |
|  |        |
|  | 들소속 |
|  |        |

|  | 아프리카물소속 |
|  |                |
|  | 물소속         |
|  |                |

|  | 소속   |
|  |        |
|  | 들소속 |
|  |        |

|  | 닐가이영양속 |
|  |              |
|  | 네뿔영양속   |
|  |              |

|  | \| \| 스트렙시케로스속 \| \| \| \| \| \| 일런드영양속 \| \| \| \| |
|  |                                                                   |
|  | 트라겔라푸스속                                                    |
|  |                                                                   |
|  | 스트렙시케로스속                                                  |
|  |                                                                   |
|  | 일런드영양속                                                      |
|  |                                                                   |

|  | 스트렙시케로스속 |
|  |                  |
|  | 일런드영양속     |
|  |                  |

|  | \| \| 스트렙시케로스속 \| \| \| \| \| \| 일런드영양속 \| \| \| \| |
|  |                                                                   |
|  | 트라겔라푸스속                                                    |
|  |                                                                   |
|  | 스트렙시케로스속                                                  |
|  |                                                                   |
|  | 일런드영양속                                                      |
|  |                                                                   |

|  | 스트렙시케로스속 |
|  |                  |
|  | 일런드영양속     |
|  |                  |

|  | \| \| 스트렙시케로스속 \| \| \| \| \| \| 일런드영양속 \| \| \| \| |
|  |                                                                   |
|  | 트라겔라푸스속                                                    |
|  |                                                                   |
|  | 스트렙시케로스속                                                  |
|  |                                                                   |
|  | 일런드영양속                                                      |
|  |                                                                   |

|  | 스트렙시케로스속 |
|  |                  |
|  | 일런드영양속     |
|  |                  |

|  | \| \| 스트렙시케로스속 \| \| \| \| \| \| 일런드영양속 \| \| \| \| |
|  |                                                                   |
|  | 트라겔라푸스속                                                    |
|  |                                                                   |
|  | 스트렙시케로스속                                                  |
|  |                                                                   |
|  | 일런드영양속                                                      |
|  |                                                                   |

|  | 스트렙시케로스속 |
|  |                  |
|  | 일런드영양속     |
|  |                  |

|  | 아프리카물소속 |
|  |                |
|  | 물소속         |
|  |                |

|  | 소속   |
|  |        |
|  | 들소속 |
|  |        |

|  | 아프리카물소속 |
|  |                |
|  | 물소속         |
|  |                |

|  | 소속   |
|  |        |
|  | 들소속 |
|  |        |

|  | 아프리카물소속 |
|  |                |
|  | 물소속         |
|  |                |

|  | 소속   |
|  |        |
|  | 들소속 |
|  |        |

|  | 아프리카물소속 |
|  |                |
|  | 물소속         |
|  |                |

|  | 소속   |
|  |        |
|  | 들소속 |
|  |        |

|  | \| \| 스트렙시케로스속 \| \| \| \| \| \| 일런드영양속 \| \| \| \| |
|  |                                                                   |
|  | 트라겔라푸스속                                                    |
|  |                                                                   |
|  | 스트렙시케로스속                                                  |
|  |                                                                   |
|  | 일런드영양속                                                      |
|  |                                                                   |

|  | 스트렙시케로스속 |
|  |                  |
|  | 일런드영양속     |
|  |                  |

|  | \| \| 스트렙시케로스속 \| \| \| \| \| \| 일런드영양속 \| \| \| \| |
|  |                                                                   |
|  | 트라겔라푸스속                                                    |
|  |                                                                   |
|  | 스트렙시케로스속                                                  |
|  |                                                                   |
|  | 일런드영양속                                                      |
|  |                                                                   |

|  | 스트렙시케로스속 |
|  |                  |
|  | 일런드영양속     |
|  |                  |

|  | \| \| 스트렙시케로스속 \| \| \| \| \| \| 일런드영양속 \| \| \| \| |
|  |                                                                   |
|  | 트라겔라푸스속                                                    |
|  |                                                                   |
|  | 스트렙시케로스속                                                  |
|  |                                                                   |
|  | 일런드영양속                                                      |
|  |                                                                   |

|  | 스트렙시케로스속 |
|  |                  |
|  | 일런드영양속     |
|  |                  |

|  | \| \| 스트렙시케로스속 \| \| \| \| \| \| 일런드영양속 \| \| \| \| |
|  |                                                                   |
|  | 트라겔라푸스속                                                    |
|  |                                                                   |
|  | 스트렙시케로스속                                                  |
|  |                                                                   |
|  | 일런드영양속                                                      |
|  |                                                                   |

|  | 스트렙시케로스속 |
|  |                  |
|  | 일런드영양속     |
|  |                  |

|  | 아프리카물소속 |
|  |                |
|  | 물소속         |
|  |                |

|  | 소속   |
|  |        |
|  | 들소속 |
|  |        |

|  | 아프리카물소속 |
|  |                |
|  | 물소속         |
|  |                |

|  | 소속   |
|  |        |
|  | 들소속 |
|  |        |

|  | 아프리카물소속 |
|  |                |
|  | 물소속         |
|  |                |

|  | 소속   |
|  |        |
|  | 들소속 |
|  |        |

|  | 아프리카물소속 |
|  |                |
|  | 물소속         |
|  |                |

|  | 소속   |
|  |        |
|  | 들소속 |
|  |        |

|  | 닐가이영양속 |
|  |              |
|  | 네뿔영양속   |
|  |              |

|  | \| \| 스트렙시케로스속 \| \| \| \| \| \| 일런드영양속 \| \| \| \| |
|  |                                                                   |
|  | 트라겔라푸스속                                                    |
|  |                                                                   |
|  | 스트렙시케로스속                                                  |
|  |                                                                   |
|  | 일런드영양속                                                      |
|  |                                                                   |

|  | 스트렙시케로스속 |
|  |                  |
|  | 일런드영양속     |
|  |                  |

|  | \| \| 스트렙시케로스속 \| \| \| \| \| \| 일런드영양속 \| \| \| \| |
|  |                                                                   |
|  | 트라겔라푸스속                                                    |
|  |                                                                   |
|  | 스트렙시케로스속                                                  |
|  |                                                                   |
|  | 일런드영양속                                                      |
|  |                                                                   |

|  | 스트렙시케로스속 |
|  |                  |
|  | 일런드영양속     |
|  |                  |

|  | \| \| 스트렙시케로스속 \| \| \| \| \| \| 일런드영양속 \| \| \| \| |
|  |                                                                   |
|  | 트라겔라푸스속                                                    |
|  |                                                                   |
|  | 스트렙시케로스속                                                  |
|  |                                                                   |
|  | 일런드영양속                                                      |
|  |                                                                   |

|  | 스트렙시케로스속 |
|  |                  |
|  | 일런드영양속     |
|  |                  |

|  | \| \| 스트렙시케로스속 \| \| \| \| \| \| 일런드영양속 \| \| \| \| |
|  |                                                                   |
|  | 트라겔라푸스속                                                    |
|  |                                                                   |
|  | 스트렙시케로스속                                                  |
|  |                                                                   |
|  | 일런드영양속                                                      |
|  |                                                                   |

|  | 스트렙시케로스속 |
|  |                  |
|  | 일런드영양속     |
|  |                  |

|  | 아프리카물소속 |
|  |                |
|  | 물소속         |
|  |                |

|  | 소속   |
|  |        |
|  | 들소속 |
|  |        |

|  | 아프리카물소속 |
|  |                |
|  | 물소속         |
|  |                |

|  | 소속   |
|  |        |
|  | 들소속 |
|  |        |

|  | 아프리카물소속 |
|  |                |
|  | 물소속         |
|  |                |

|  | 소속   |
|  |        |
|  | 들소속 |
|  |        |

|  | 아프리카물소속 |
|  |                |
|  | 물소속         |
|  |                |

|  | 소속   |
|  |        |
|  | 들소속 |
|  |        |

|  | \| \| 스트렙시케로스속 \| \| \| \| \| \| 일런드영양속 \| \| \| \| |
|  |                                                                   |
|  | 트라겔라푸스속                                                    |
|  |                                                                   |
|  | 스트렙시케로스속                                                  |
|  |                                                                   |
|  | 일런드영양속                                                      |
|  |                                                                   |

|  | 스트렙시케로스속 |
|  |                  |
|  | 일런드영양속     |
|  |                  |

|  | \| \| 스트렙시케로스속 \| \| \| \| \| \| 일런드영양속 \| \| \| \| |
|  |                                                                   |
|  | 트라겔라푸스속                                                    |
|  |                                                                   |
|  | 스트렙시케로스속                                                  |
|  |                                                                   |
|  | 일런드영양속                                                      |
|  |                                                                   |

|  | 스트렙시케로스속 |
|  |                  |
|  | 일런드영양속     |
|  |                  |

|  | \| \| 스트렙시케로스속 \| \| \| \| \| \| 일런드영양속 \| \| \| \| |
|  |                                                                   |
|  | 트라겔라푸스속                                                    |
|  |                                                                   |
|  | 스트렙시케로스속                                                  |
|  |                                                                   |
|  | 일런드영양속                                                      |
|  |                                                                   |

|  | 스트렙시케로스속 |
|  |                  |
|  | 일런드영양속     |
|  |                  |

|  | \| \| 스트렙시케로스속 \| \| \| \| \| \| 일런드영양속 \| \| \| \| |
|  |                                                                   |
|  | 트라겔라푸스속                                                    |
|  |                                                                   |
|  | 스트렙시케로스속                                                  |
|  |                                                                   |
|  | 일런드영양속                                                      |
|  |                                                                   |

|  | 스트렙시케로스속 |
|  |                  |
|  | 일런드영양속     |
|  |                  |

|  | 아프리카물소속 |
|  |                |
|  | 물소속         |
|  |                |

|  | 소속   |
|  |        |
|  | 들소속 |
|  |        |

|  | 아프리카물소속 |
|  |                |
|  | 물소속         |
|  |                |

|  | 소속   |
|  |        |
|  | 들소속 |
|  |        |

|  | 아프리카물소속 |
|  |                |
|  | 물소속         |
|  |                |

|  | 소속   |
|  |        |
|  | 들소속 |
|  |        |

|  | 아프리카물소속 |
|  |                |
|  | 물소속         |
|  |                |

|  | 소속   |
|  |        |
|  | 들소속 |
|  |        |

## 같이 보기
- 인도들소
- 인도혹소